# Линксон, Оскар
О́скар Хо́рас Стэ́нли Ли́нксон (англ. Oscar Horace Stanley Linkson; 16 марта 1888 — 8 августа 1916) — английский футболист, выступавший на позиции правого защитника.

## Ранние годы
Линксон родился в Барнете, Хартфордшир в семье Роберта Линксона, работавшего маляром, и Ребекки Бартрэм, которая продавала платяные шкафы, изготавливаемые её отцом и братьями. Оскар стал пятым мальчиком в семействе Линксонов, состоявшем из девятерых детей (пять мальчиков и четверо девочек). Три брата Оскара, Уильям, Роберт и Альфред, а также сестра Маргарет, умерли в детстве ещё до его рождения. Его единственный оставшийся брат, Сидни, умер в 1901 году из-за болезни во время службы в армии в период второй англо-бурской войны.

## Футбольная карьера
Оскар начал карьеру в клубе «Барнет Алстон» (ныне известном под названием «Барнет»)  в 1907 году. В 1908 году во время игры за любительский клуб «Пайретс» был замечен скаутом «Манчестер Юнайтед», после чего подписал контракт с клубом в июле 1908 года. Его дебют за «красных» состоялся 24 октября 1908 года в матче против «Ноттингем Форест». Газета The Athletic News описала Линксона как «хорошо сложенного парня, проворного, с хорошим ударом и задатками неплохого защитника». В газетном отчёте сообщается, что в одном из матчей Оскару сломали челюсть в первом тайме, но, несмотря на это, он отыграл встречу до конца. Выступал за «Манчестер Юнайтед» на протяжении четырёх сезонов, сыграв 59 матчей. Помог своей команде выиграть чемпионат Англии в сезоне 1910/11. В 1913 году перешёл в ирландский «Шелбурн».

## Служба в армии
После начала войны Оскар вернулся из Дублина в Англию, где был призван в ряды британской армии. Он служил в 1-м футбольном батальоне полка графства Мидлсекс, сформированного целиком из спортсменов. Вместе с ним служили другие известные футболисты того времени, включая Уолтера Талла, Эвелин Линтотта и Вивьена Вудворда.
8 августа 1916 года рядовой Линксон пропал без вести во время битвы при Гиймоне в ходе боевой операции на Сомме. Его тело не было найдено, но он считается погибшим в этой битве.

## Личная жизнь
В 1912 году Оскар женился на 16-летней Оливии Фентон. Фентон была внучкой Кейт Ходсон, актрисы Викторианской эпохи, и внучатой племянницей Генриетты Ходсон, актрисы и управляющей театра. У пары было двое детей: Эрик (1913—1971) и Оливия (1914—1990).

## Достижения
Манчестер Юнайтед
- Чемпион Первого дивизиона: 1910/11

 Шелбурн
- Обладатель Большого кубка Ленстера: 1913
- Обладатель Золотого кубка: 1914